# Лялицька Софія Дмитрівна
Софія Дмитрівна Лялицька  (19 лютого 1895, Кролевець, Глухівський повіт, Чернігівська губернія — 1987, Москва, Російська РФСР, СРСР) — радянська дитяча письменниця, прозаїк українського походження.

## Життєпис
Софія Лялицька народилася 1895 року в Кролевці Глухівського повіту Чернігівської губернії (за іншими даними у Глухові) в родині колезького реєстратора Дмитра Костянтиновича та Марії Андріївни Лялицьких. Відразу у день народження її охрестили у Свято-Миколаївській церкві міста. Через деякий час родина переїхала до повітового Глухова. 1904 року 9-річна Софія склала іспити до 1-го класу Глухівської жіночої гімназії і навчалася в ній до закінчення повного курсу. Навчалася на «відмінно» і за рішенням педагогічної ради, що відбулася 1 червня 1911 року, була нагороджена Золотою медаллю та отримала Атестат № 120 А.61 про закінчення 7-ми класів гімназії. У серпні 1911 року Софія Лялицька вступила до 8-го додаткового класу Глухівської жіночої гімназії, де обрала для поглибленого вивчення російську мову. Протягом 1911—1912 навчального року дівчата вивчали Закон Божий, педагогіку, дидактику, початкове викладання російської та арифметики, а також обрані для спеціального вивчення предмети. У Софії це була російська мова. При відмінній поведінці Лялицька знову закінчила курс на відмінно. 1 червня 1912 року вона отримала Свідоцтво № 87 Б.71 про закінчення 8-го додаткового класу Глухівської жіночої гімназії та звання домашньої наставниці.
22 липня 1912 року Софія Лялицька подала прохання про зарахування до слухачок 1-го курсу історико-філологічного факультету Московських вищих жіночих курсів. Після вступу, з 20 вересня 1912 року розпочалися заняття і Софія Дмитрівна переїхала до Москви. Спочатку вона проживала на Пречистенці по Мансуровському провулку в будинку № 13 (квартира 6). За час навчання адреса мінялася кілька разів. 1916 року Лялицька жила в будинку № 2 на Зубовському бульварі (квартира 9). На той час вона вже прослухала повний курс на історико-філософському факультеті з слов'яно-російського відділення. Також Софія Лялицька додатково займалася російською літературою. Вона написала випускний твір з історії російської літератури. У квітні 1917 року Софія Лялицька з успіхом витримала іспит на звання вчительки російської мови у закладах загальної середньої освіти, що проходив при слов'яно-російському відділенні історико-філософського факультету Московських вищих жіночих курсів та отримала відповідний диплом.

## Родина
Після закінчення навчання Софія залишилася у Москві, де вийшла заміж за організатора та редактора багатьох науково-популярних часописів Володимира Попова-Штарка. Він з 1907 року був редактором журналу «Вісник книжкової, навчальної та бібліотечної справи», що випускався фірмою Ситіна, а до цього два роки редактором журналу «Навколо світу». Подружжя проживало у будинку № 17 на Великій Якиманці (квартира 9). У 1911 року, як додаток до «Навколо світу», Володимир Попов-Штарко створив журнал «На суші та на морі» (з 1915 року — «Світова війна», потім «Журнал пригод»), у 1914 році — журнал «Вісник спорту та туризму». Крім того, редагував дитячий часопис «Мирок», в якому були опубліковані в 1913-14 роках перші вірші Сергія Єсеніна. Як педагог він брав активну участь у скаутському русі, будучи одним з керівників московських скаутів. У його журналі друкувався і скаутський листок «Будь готовий!». 1915 року він створив перший у світі скаутський музей. Після перерви в редакторській діяльності, викликаної приходом до влади більшовиків, вступив до кооперативного видавництва «Земля і фабрика», а в 1925 році почав видавати журнал «Всесвітній слідопит», потім (з 1927) — «Навколо світу», відновлений ним як додаток до «Всесвітнього слідопита». Там, зокрема, було вперше опубліковано роман Олександра Бєляєва «Людина-амфібія». Після ліквідації недержавних видавництв «Світовий слідопит» (з літературним додатком «Світовий турист») було закрито. Уцілів тільки «Навколо світу».

## Літературна творчість
Софія Лялицька працювала у ці роки разом із чоловіком, багато часу приділяла написанні книжок для дітей, а також про природу та тварин. У цей час були опубліковані її книжки «Маленькі пінгвіни» (1926), «Маяк на «Пташиних скелях» (1928) та низку інших. На початку 1930-х років подружжя переїхало до Свердловська, де Володимир Попов створив журнал «Уральський слідопит», який було швидко закрито. Софія Лялицька за роки, проведені на Уралі, написала серію книг, присвячених природі краю.
Друга світова війна застала Софію Лялицьку з чоловіком у Москві, де вони проживали на Олександрівській вулиці. Чоловік загинув під колесами вантажівки. Софія Лялицька після закінчення війни працювала журналісткою. Також вона написала низку науково-популярних книг, зокрема: «Палаци під землею». Челябінськ, 1939; «Дорожче за золото». Чкалов, 1940; «Чарівний ліс. Нариси». Чкалов, 1948; «Слідопити Ільменських гір». Челябінськ, 1977. «Дорожче за золото: Казки і були Солоною землі» (1940) та інші. Багато писала про природу Криму, переклала російською мовою та опрацювала багато творів Майн Ріда, Чарлза Дікенса, Брет Гарта та інших зарубіжних письменників. Досліджувала творчість Івана Аксакова.

### Книги
- Лялицкая, Софья Дмитриевна. В дельте Волги. Издательство газеты «Волга», 1951.
- Лялицкая, Софья Дмитриевна. Маленькие пингвины (Сборник рассказов). Москва: Издание Г. Ф. Мириманова, 1926 (Библиотека школьника).
- Лялицкая, Софья Дмитриевна. Маяк на «Птичьих скалах» (Рассказы). Москва: Издание Г. Ф. Мириманова, 1928 (Библиотека школьника).
- Лялицкая, Софья Дмитриевна. Птицы помощники человека. Москва: Издание Г. Ф. Мириманова, 1926 (Библиотека школьника).
- Лялицкая, Софья Дмитриевна. Следопыты Ильменских гор. Челябинск: Челябинское областное государственное издательство, 1951.
- Лялицкая, Софья Дмитриевна. В дельте Волги: [путешествие в Астраханский государственный заповедник]. Астрахань, 1951 (2016). 100 с.

### Переклади
- Хардинг, Дж. В стране огненных птиц / Пер. С. Лялицкая. Москва: Земля и фабрика, 1927
- Стэкпул, Генри Де-Вер Голубая лагуна (Сборник избранных романов) / Пер. Кудашева, Е. С., Лялицкая, С. Д., Попов, В. А. Печатное дело, 1995.
- Рид, Томас Майн Дети лесов / Пер. С. Лялицкая. Москва: Издание Г. Ф. Мириманова, 1927 (Библиотека школьника).
- Эльден, Альфред Джонни / Пер. С. Лялицкая. Москва: Государственное издательство (ГосИздат), 1928
- Бич, Рекс Запоздавший взрыв / Пер. С. Лялицкая. Москва: Издание Г. Ф. Мириманова, 1928 (Библиотека школьника).
- Сетон-Томпсон, Эрнест; Рид, Томас Майн; Робертс, Чарлз; Равенкрафт, Дж.; Марз, С.; Баттек, М. Куриные родственники (Сборник рассказов) / Пер. С. Лялицкая. Москва: Издание Г. Ф. Мириманова, 1928 (Библиотека школьника).
- Тобер, Рольф Среди горных братьев Мексики / Пер. С. Лялицкая. Москва: Государственное издательство (ГосИздат), 1927

## Смерть
Останні роки Софія Лялицька прожила у Москві, у новому мікрорайоні, на вулиці Льотчика Бабушкіна. Син Юрій проживав у іншому місті. Померла 1987 року.